# Tranny

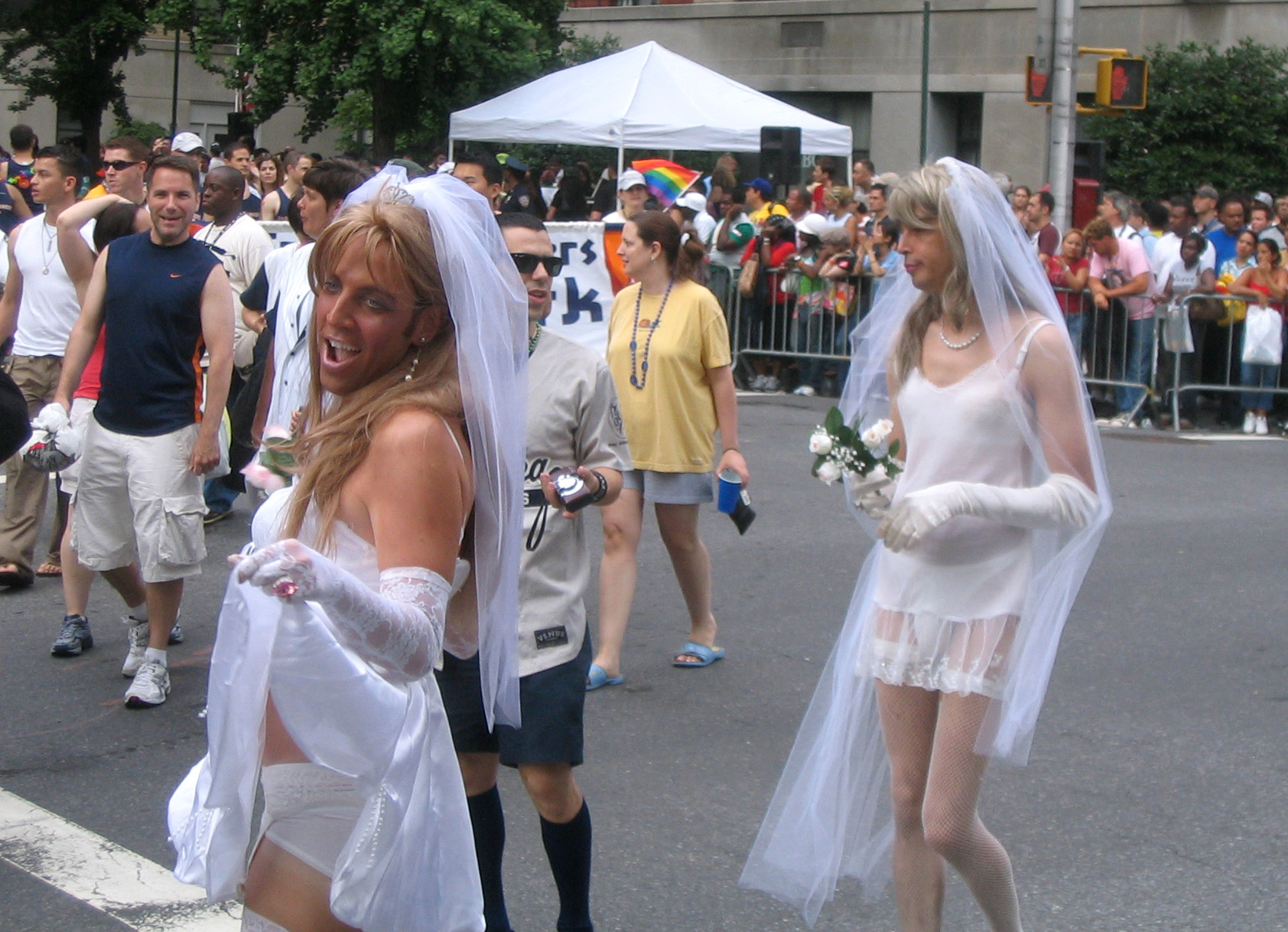
Mariées travesties lors d'une gay pride.

Tranny (ou travelo en français) est un terme argotique et péjoratif principalement employé pour décrire les personnes trans, drag queen (ou drag king) ou travesties,.
Au début des années 2010, il y a eu des débats concernant ce terme : s'il était péjoratif, encore considéré comme acceptable, ou même s'il était un terme réapproprié par la communauté LGBT. 
Mais en 2017, le mot a été banni par la majorité des guides de rédaction des médias aux États-Unis et considéré propos haineux par Facebook, jusqu'en janvier 2025 à la suite de l'élection de Donald Trump.

## Histoire
Roz Kaveney écrit dans The Guardian en 2010 que « tranny » était depuis peu réapproprié et utilisé avec fierté par les activistes trans, mais cela ne prend pas beaucoup d'essor hors de l'activisme, en partie parce que le mot continue à être utilisé comme une insulte. 
Lance Bass a dit en 2011 qu'il pensait que le terme n'était pas une insulte, car il l'avait fréquemment entendu dans RuPaul's Drag Race ou Project Runaway, mais s'est excusé de l'avoir utilisé dans Access Hollywood (en) après avoir appris de The Advocate et de la Gay & Lesbian Alliance Against Defamation GLAAD que ce n'était pas acceptable. 
La page de ressources transgenre de GLAAD en 2011 informe que le terme est « généralement considéré offensant et/ou diffamatoire envers les personnes transgenres ». Les activistes trans et drag queens comme RuPaul, Justin Vivian Bond (en), Kate Bornstein et Lady Bunny ont défendu l'utilisation du terme. Bond a déclaré en 2014 que bannir ce mot n'éliminait pas la transphobie mais « vole une identité joyeuse et difficilement gagnée à ceux qui sont et ont été complètement à l'aise, voire ravis d'être trans/travelos. » Au même moment, RuPaul a dit « j'adore le mot tranny » et que ce mot n'était pas redéfini par la communauté trans, mais seulement par « les marginaux qui cherchent des prétextes pour renforcer leur identité en tant que victimes. »
Kate Bornstein a expliqué que le mot était utilisé dans les années 1960 et 1970 à Sydney, en Australie, par les personnes trans comme un « nom pour une identité qu'ils partageaient », mais a dit que personne ne devrait assumer que Bornstein leur donnait la permission d'utiliser ce terme pour décrire qui que ce soit sans connaître d'abord le terme qu'il ou elle utilisait pour leur identité de genre. Cristin Willians a revu les utilisations historiques du terme et a trouvé le premier cas publié en 1983, venant d'une communauté d'hommes homosexuels, et a exprimé ses doutes sur le fait que son origine soit antérieure.
En 2014, The Tranny Awards changea de titre pour The Transgender Erotica Awards, citant des retours de « la communauté transgenre adulte » comme raison pour cesser d'utiliser ce terme. 
En 2017, l’algorithme contre les propos haineux de Facebook bloque les posts contenant ce mot, comme « dyke » (« gouine ») ou « fag » (« pédé »)